# Bernadets
Bernadets ist eine französische Gemeinde mit 587 Einwohnern (Stand 1. Januar 2022) im Département Pyrénées-Atlantiques in der Region Nouvelle-Aquitaine (vor 2016: Aquitanien). Die Gemeinde gehört zum Arrondissement Pau und zum Kanton Pays de Morlaàs et du Montanérès (bis 2015: Kanton Morlaàs).
Der Name in der gascognischen Sprache lautet Vernadèts.

## Geographie
Bernadets liegt in der historischen Provinz Béarn ca. 15 km nördlich und damit im Einzugsbereich von Pau.
Umgeben wird der Ort von den Nachbargemeinden:
|              | Saint-Armou Barinque                        |                |
| Saint-Castin | Kompassrose, die auf Nachbargemeinden zeigt | Higuères-Souye |
| Maucor       |                                             | Saint-Jammes   |

Bernadets liegt im Einzugsgebiet des Flusses Adour. Einer seiner Nebenflüsse, der Luy, fließt an der östlichen Gemeindegrenze entlang. Zwei linke Zuflüsse des Luys, der Ruisseau du Lac und der Ruisseau le Lus, entspringen im Ortsgebiet und münden dort in den Luys.

## Geschichte
Erstmals wird der Ort im 9. Jahrhundert erwähnt anlässlich der Gründung der Abtei von Saint-Pé-de-Bigorre durch den Herzog der Gascogne. Bernadets wird gegen 1030 im Kopialbuch dieser Abtei laut Pierre de Marcas Buch Histoire de Béarn als Bernedet erwähnt. Im 11. Jahrhundert war Bernadets von Saint-Castin lehnsabhängig. In der Volkszählung von 1385 wurden in Bernadegs 10 Haushalte gezählt und vermerkt, dass das Dorf in der Bailliage von Pau liegt. Weitere Toponyme waren in der Folge Bernadegx (1402, erneute Volkszählung im Béarn), Bernadetz (1538, Reformation von Béarn). Auf der Karte von Cassini 1750 ist die Gemeinde als Bernadets eingetragen.

### Einwohnerentwicklung
Bis in zu den 1930er Jahren lag das Niveau der Einwohnerzahl bei ungefähr 200. In der Folge sank die Zahl der Bewohner bis zu den 1960er Jahren, bis sie sich in den folgenden Jahren durch die Nähe des Hauptorts des Départements begünstigt mehr als verdreifacht hat.
| Jahr      | 1962 | 1968 | 1975 | 1982 | 1990 | 1999 | 2006 | 2009 | 2022 |
| --------- | ---- | ---- | ---- | ---- | ---- | ---- | ---- | ---- | ---- |
| Einwohner | 149  | 136  | 185  | 303  | 534  | 519  | 505  | 524  | 587  |

## Sehenswürdigkeiten
- Schloss von Bernadets. Die im 13. Jahrhundert errichtete Burg geriet 1537 in den Besitz von Jean de Sorbet. 1766 erstand Jean-Gratian de Laussat das Gebäude, das auf der Karte von Cassini 1750 bereits eingezeichnet ist. 1785 wurde der mittelalterliche Bau abgerissen und von Pierre-Clément de Laussat wieder aufgebaut. Im gleichen Zug ließ er auch eine Kapelle beim Schloss errichten, die heute als Ortskirche dient. 1860 wurde das Schloss umgestaltet und aufgestockt. Es hat seitdem zwei Etagen und ein Dachgeschoss. Gleichzeitig wurde ein Garten rund um das Schloss vom Landschaftsgärtner Buller angelegt. Seit dem Ende des 19. Jahrhunderts ist das Schloss im Besitz der Familie Pré de Saint-Maur.[8]

## Wirtschaft und Infrastruktur
Schwerpunkt der Wirtschaft sind Landwirtschaft, Handel und Dienstleistungen.

### Verkehr
Bernadets wird durchquert von den Route départementales 39 und 222.

## Persönlichkeiten

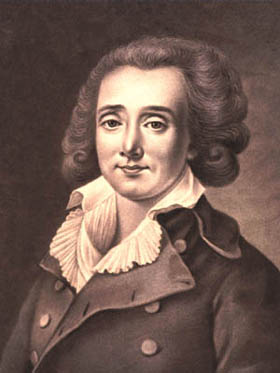
Pierre Clément de Laussat

Pierre-Clément de Laussat, geboren am 23. November 1756 in Pau, gestorben am 10. April 1835 in Pau. Er spielte mehrere politische Rollen während der Französischen Revolution, der Ersten Französischen Republik, des Ersten Kaiserreichs und der Restauration.
1797 wurde er als Abgeordneter des Départements in den Rat der Alten (Conseil des Anciens), einer der beiden Kammern des französischen Parlaments, gewählt. Als Nutznießer von Napoléons Staatsstreichs des 18. Brumaire VIII im Jahre 1799 trat er mit seiner Gründung in das Tribunat ein, einer der beiden neuen Kammern der Legislative. 1802 wurde Pierre-Clément de Laussat zum Präfekten der Kolonie Louisiana ernannt. Er fuhr nach New Orleans, um das im Jahre 1763 von Frankreich an Spanien zugesprochene Gebiet zurückzubekommen, ohne zu wissen, dass Napoléon es anschließend an die Vereinigten Staaten verkaufen sollte. Er verließ 1804 Louisiana nach dem Verkauf und ging als Präfekt nach Martinique, wo er 1809 für einige Monate in britische Gefangenschaft geriet, als englische Truppen die Insel eroberten. Bis zum Ende des Kaiserreichs bekleidete er den Posten von mehreren Präfekturen. Seine letzte Stellung war unter der Restauration die eines Gouverneurs von Französisch-Guayana, bevor er sich 1823 auf sein Schloss in Bernadets zurückzog. Er hat sein bewegtes Leben in seiner Biografie Mémoires sur ma vie festgehalten, erschienen 1831.